# Józef Niżnik
Józef Stanisław Niżnik (ur. 13 marca 1943 w Łańcucie) – polski filozof i socjolog, nauczyciel akademicki i pracownik naukowy Instytutu Filozofii i Socjologii PAN.
W latach 1961–1966 studiował filozofię i socjologię na Uniwersytecie Warszawskim. Uzyskał doktorat z filozofii w IFiS PAN w 1970 lub 1971, broniąc pracy pt. Rzeczywistość w perspektywie mitu. Wokół filozofii mitu Ernesta Cassirera przygotowanej pod kierunkiem Adama Schaffa. W latach 1971–1972 zatrudniony w Centralnym Ośrodku Metodyki Upowszechniania Kultury w Warszawie, a od 1973 na stanowisku adiunkta w IFiS PAN. W 1976/1977 i 1984/1985 był profesorem wizytującym na Uniwersytecie Stanu Nowy Jork w Stony Brook. 
Habilitował się w IFiS PAN w 1980 lub 1981 na podstawie rozprawy Przedmiot poznania w naukach społecznych (1979) i w 1981 objął tam stanowisko profesora uczelni. W latach 1989–1994 był zastępcą dyrektora IFiS PAN.
W 1987 nawiązał współpracę z Klubem Rzymskim. Współtwórca i pierwszy sekretarz generalny (1987–1993), a następnie członek zarządu Polskiego Towarzystwa Współpracy z Klubem Rzymskim. W latach 1993–2002 prezes, a od 2003 wiceprezes Polskiej Fundacji Klubu Rzymskiego. 
Po nominacji profesorskiej z 1992 został szefem Zespołu Studiów Europejskich oraz profesorem na stanowisku im. Jeana Monneta w Szkole Nauk Społecznych przy IFiS PAN. Od 1993 członek Komitetu Prognoz „Polska 2000 Plus” przy Prezydium PAN. Przewodniczył Radzie Naukowej IFiS PAN.
W latach 2000–2014 był także wykładowcą Wydziału Stosunków Międzynarodowych Collegium Civitas w Warszawie.
W 2023 przeszedł na emeryturę, pozostając członkiem Komitetu Prognoz PAN.
Autor ponad 100 publikacji naukowych w dziedzinie filozofii, metodologii nauk społecznych, socjologii wiedzy oraz, od 1989 roku – integracji europejskiej.
Do wypromowanych przez niego w IFiS PAN doktorów należą Andrzej Leder (1994) i Grażyna Romańczuk-Woroniecka (1995).

## Wybrane publikacje
- Przedmiot poznania w naukach społecznych, PWN, Warszawa 1979 (159 s.),
- Symbole a adaptacja kulturowa, Centralny Ośrodek Metodyki Upowszechniania Kultury, Warszawa 1985 (135 s.),
- Socjologia wiedzy. Zarys historii i problematyki, Książka i Wiedza, Warszawa 1989 (222 s.), ISBN 83-05-12012-0
- (red.) Pogranicza epistemologii, IFiS PAN, Warszawa 1992 (211 s.), ISBN 83-85194-50-9 (przedmowa)
- (red., z Johnem Sandersem(inne języki)) Debating the State of Philosophy: Habermas, Rorty and Kołakowski, Praeger(inne języki), Westport (Connecticut) 1996, ISBN 0-275-95715-2
  - przekład polski (własny): Habermas, Rorty, Kołakowski. Stan filozofii współczesnej, IFiS PAN, Warszawa 1996 (210 s.),
- Arbitralność filozofii, IFiS PAN, Warszawa 1999 (115 s.),
  - przekład angielski: The Arbitrariness of Philosophy: An Essay on Metaphilosophical Functionalism, Davies Group, Aurora (Colorado) 2006 (124 s.),
- (red.) The Normative Environment of European Integration. Social, Political and Cultural Obstacles to Compliance with European Norms, IFiS PAN, Warsaw 2008 (255 s.),
- Democracy versus Solidarity in the EU Discourse, Peter Lang(inne języki), Frankfurt am Main 2012 (124 s.), ISBN 978-3-631-63877-4
- (red.) Twentieth-century Wars in European Memory, Peter Lang, Frankfurt am Main 2013 (288 s.),
- (red.) Unia Europejska w systemie geopolitycznym a kierunki ewolucji jej systemu politycznego, Elipsa, Warszawa 2016 (307 s.),
- Facing Nationalisms in the European Union, Cambridge Scholars(inne języki), Newcastle 2022 (161 s.)